# Sistema Arrecifal Lobos-Tuxpan
El Sistema Arrecifal Lobos-Tuxpan es el sistema de arrecifes más al norte del Golfo de México, está catalogada como Área Natural Protegida, tiene una superficie de 30,571 hectáreas y la compone una serie de arrecifes frente a las costas del Estado de Veracruz, México. La Isla Lobos forma parte del polígono que da su nombre a este sistema.

## Descripción
El sistema de arrecifes Lobos-Tuxpan está localizado en la costa de los municipios de Tuxpan y Tamiahua, se conforma por dos polígonos, el de Lobos y el de Tuxpan. El polígonos Lobos es el más extenso, cuenta con tres arrecifes: Lobos, Medio y Blanquilla, mientras que el Polígono Tuxpan cuenta con los arrecifes Tuxpan, Enmedio y Tanhuijo. Es la cadena de arrecifes más al norte del Golfo de México y fue declarado Área Natural Protegida por el gobierno mexicano el 5 de junio de 2009.

## Flora y Fauna
En ambos polígonos se pueden encontrar especies como el Delfín Nariz de Botella, Delfín Manchado y Tortugas Lora y Caguama, se tienen documentadas más de 242 especies de peces, 25 tipos de moluscos y 60 especies de crustáceos, entre la variedad de corales se encuentra el Coral Estrella Montañoso, el Coral Cuerno de Alce y Cuerno de Ciervo. Su vegetación cuenta con especies endémicas e introducidas como cocoteros y algunas gramíneas.

## Zona Natural Protegida

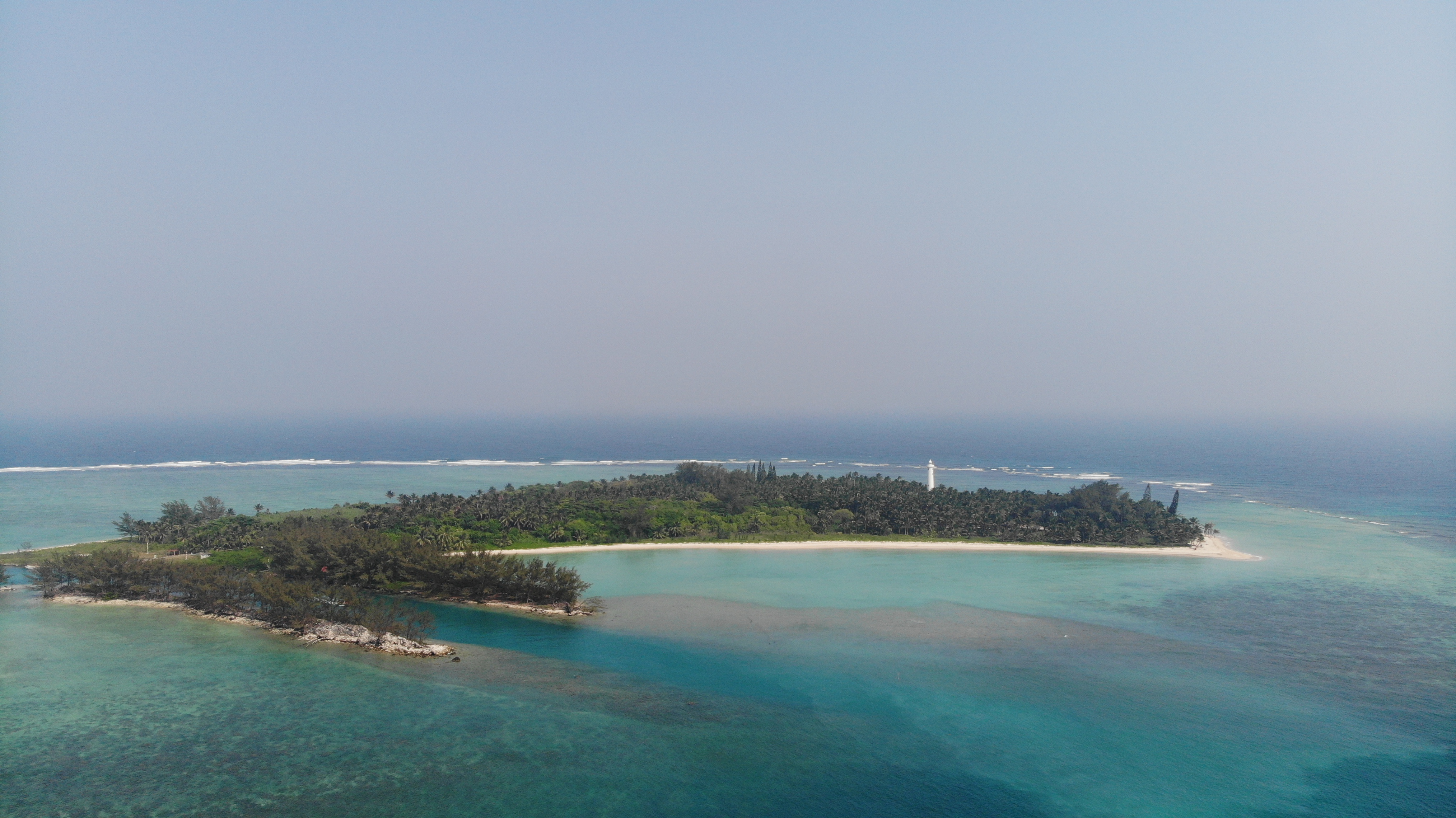
Vista general de Isla Lobos

Le primer paso para su protección fue el decreto expedido por la  Comisión Nacional de Áreas Naturales Protegidas el 5 de junio de 2009 mientras que la Secretaría de Medio Ambiente (SEMARNAT) la ingresó al Sistema Nacional de Áreas Protegidas el 8 de junio de 2016 por el total de 30,571.15 hectáreas comprendidas a 14 kilómetros de la laguna de Tamiahua, a 58 kilómetros de al norte de la desembocadura del río Tuxpan y a a 13 kilómetros de la costa de Cabo Rojo.   

## Isla Lobos
Es el único cayo arenoso del sistema de arrecifes, mide en promedio 600 por 500 metros dependiendo del drástico cambio de marea  que ocurre durante el día. Cuenta con un faro, un el barco hundido Melchor Ocampo con más de 100 años de antigüedad. La isla fue dividida por un pequeño canal que da a un muelle y una base permanente de vigilancia militar. Desde 2020 se permite el ingreso regulado de visitantes para realizar actividades recreativas en áreas específicas para buceo o snorquel. Para llegar a la Isla se requiere una embarcación autorizada por la CONANP y el pago por concepto de cobro de derechos.